# Anthering
Anthering är en ort och kommun i Österrike. Den ligger i distriktet Salzburg-Umgebung i förbundslandet Salzburg,  250 kilometer väster om huvudstaden Wien. Kommunen gränsar i väster mot Bayern i Tyskland.
Kommunen består av 13 orter (Ortschaften) (inom parentes invånarantal 1 januari 2024):

- Acharting (226)
- Anthering (1 635)
- Anzfelden (27)
- Berg (153)
- Gollacken (178)
- Kobl (50)
- Lehen (1 005)
- Ried (66)
- Schönberg (68)
- Trainting (89)
- Wald (95)
- Würzenberg (141)
- Wurmassing (29)